# بند (تسمه)

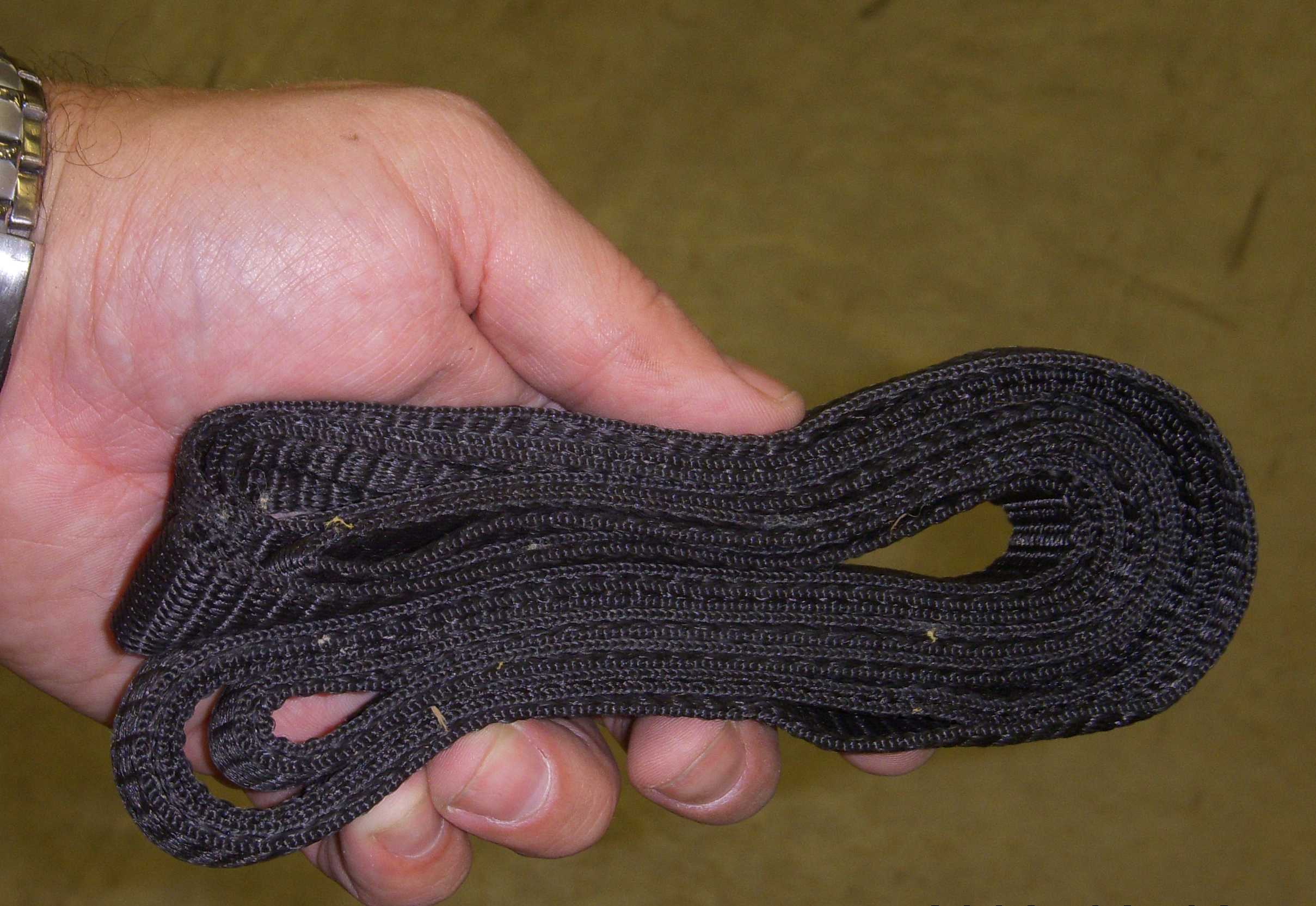
بند

بند (به انگلیسی: Strap)یک فلپ یا روبان بلند می‌باشد، معمولاً این بند از پارچه یا چرم است.
تسمه‌های نازک به عنوان بخشی از لباس یا چمدان یا ملافه‌هایی مانند کیسه خواب استفاده می‌شود. به عنوان مثال بند اسپاگتی، بند شانه را مشاهده کنید. یک بند با کمربند تفاوت دارد. به‌طور عمده این بند که معمولاً یکپارچه برای لباس به کار می‌رود؛ می‌توان آن را در ترکیب با بافت استفاده نمود.
تسمه نیز به عنوان متصل‌کننده برای وسایل، اشیاء، حیوانات (به عنوان مثال یک زین روی اسب) و افراد (به عنوان مثال یک ساعت مچی) یا حتی برای اتصال مردم و حیوانات به عنوان یک دستگاه کار می‌رود. برای مجازات بدنی گاهی یک بند به صورت شلاق استفاده می‌شود.
وسیله نقلیه تسمه نقاله و تسمه دوچرخه نقره‌ای دوجداره رتبه‌بندی می‌شود. روبان تسمه‌ای همچنین یک نوع خاص از بند می‌باشد که یکپارچه قوی بافته شده به عنوان یک نوار یا لوله مسطح است که اغلب به جای طناب استفاده می‌شود. طناب مدرن به‌طور معمول از مواد فوق‌العاده و با مقاومت بالا ساخته شده‌است و در کمربندهای خودرو، تولید مبلمان، حمل و نقل، بولینگ، پوشاک نظامی، اتصال دهنده‌های باربری و بسیاری از زمینه‌های دیگر به کار می‌رود.